# Pièce de 1 franc Semeuse (1960)
La pièce de 1 franc Semeuse version 1960 est une pièce de monnaie française d'une valeur d'un (nouveau) franc. Frappée de 1960 à 2001, elle reprend le même dessin que la pièce de 1 franc en argent frappée entre 1897 et 1920. Il s'agit du type Semeuse créé par Oscar Roty décliné depuis sur plusieurs pièces de monnaie ainsi que sur des timbres — et qu'on retrouve, stylisé, sur plusieurs pièces en euro françaises.
Cette pièce détient, avec la 1 centime type épi frappée depuis 1960, le record de longévité pour une pièce française. À la différence de la 1 centime, elle était réellement utilisée.

## Frappes courantes
| millésime | tirage      | remarques                                                                                 |
| --------- | ----------- | ----------------------------------------------------------------------------------------- |
| 1959      | 4000        | essai                                                                                     |
| 1960      | 406 375 000 | existe avec tranche lisse, existe en frappe médaille                                      |
| 1961      | 119 611 306 | existe avec flan mince                                                                    |
| 1962      | 14 014 136  |                                                                                           |
| 1964      | 77 425 000  |                                                                                           |
| 1965      | 44 425 000  | existe avec flan mince                                                                    |
| 1966      | 38 037 967  |                                                                                           |
| 1967      | 11 320 000  |                                                                                           |
| 1968      | 51 550 000  |                                                                                           |
| 1969      | 70 595 000  |                                                                                           |
| 1970      | 42 560 000  |                                                                                           |
| 1971      | 42 575 000  |                                                                                           |
| 1972      | 48 250 000  |                                                                                           |
| 1973      | 70 000 000  |                                                                                           |
| 1974      | 82 235 000  | Jusque cette année le différent de droite était une chouette.                             |
| 1975      | 101 685 000 | À partir de cette année le différent de droite devient un dauphin.                        |
| 1976      | 192 520 000 |                                                                                           |
| 1977      | 230 085 000 |                                                                                           |
| 1978      | 136 580 000 |                                                                                           |
| 1979      | 10 000      |                                                                                           |
| 1980      | 60 000      | uniquement Fleur de coin                                                                  |
| 1981      | 24 000      |                                                                                           |
| 1982      | 63 000      |                                                                                           |
| 1983      | 84 400      |                                                                                           |
| 1984      | 36 500      |                                                                                           |
| 1985      | 6 990 000   |                                                                                           |
| 1986      | 15 000      | uniquement Fleur de coin                                                                  |
| 1987      | 81 000      |                                                                                           |
| 1988      | 85 000      |                                                                                           |
| 1989      | 83 000      |                                                                                           |
| 1990      | 5 000       |                                                                                           |
| 1991      | 54 988 000  |                                                                                           |
| 1992      | 29 968 000  |                                                                                           |
| 1993      | 20 000      | Pas de différent                                                                          |
| 1994      | 4 792 000   | Le différent de droite existe en dauphin ou abeille                                       |
| 1995      | 15 011      | À partir de cette année, le différent de droite est une abeille et remplace le dauphin.   |
| 1997      | 15 000      |                                                                                           |
| 1998      | 15 000      |                                                                                           |
| 1999      | 80 000 000  |                                                                                           |
| 2000      | 100 000     |                                                                                           |
| 2001      | 20 125 000  | À partir de cette date, le différent de droite est un fer à cheval et remplace l'abeille. |

La pièce de 2001 est la dernière pièce de un franc avant mise en circulation de l'euro.

## Frappes commémoratives
| millésime | tirage     | remarques                    |
| --------- | ---------- | ---------------------------- |
| 1988      | 49 908 000 | Un franc de Gaulle           |
| 1989      | 4 987 000  | Un franc États généraux      |
| 1992      | 30 000 022 | Un franc première république |
| 1995      | 4 975 000  | Un franc Institut de France  |
| 1996      | 2 976 000  | Un franc Jacques Rueff       |

## Sources
- (en) Joël Cornu (dir.), Le Franc, Paris, Les Chevau-Légers, 2016, 563 p. (ISBN 978-2-916996-73-8)
- René Houyez, Valeur des monnaies de France, Garcen, 1998, 347 p. (ISBN 978-2-902497-43-0)